# Clarà (Castellar de la Ribera)
Clarà és una de les quatre entitats de població del municipi de Castellar de la Ribera (Solsonès). És a la banda oriental del municipi que és també la que assoleix majors altituds.

## Demografia
El poblament és dispers al cent per cent.
| Evolució demogràfica |            |            |            |                   |                   |                   |       |
| Any                  | Nucli urbà | Nucli urbà | Nucli urbà | Poblament dispers | Poblament dispers | Poblament dispers | Total |
| Any                  | Homes      | Dones      | Total      | Homes             | Dones             | Total             | Total |
| 2000                 | 0          | 0          | 0          | 26                | 28                | 54                | 54    |
| 2001                 | 0          | 0          | 0          | 26                | 28                | 54                | 54    |
| 2002                 | 0          | 0          | 0          | 23                | 26                | 49                | 49    |
| 2003                 | 0          | 0          | 0          | 29                | 28                | 57                | 57    |
| 2004                 | 0          | 0          | 0          | 28                | 26                | 54                | 54    |
| 2005                 | 0          | 0          | 0          | 30                | 30                | 60                | 60    |
| 2006                 | 0          | 0          | 0          | 32                | 30                | 62                | 62    |
| 2007                 | 0          | 0          | 0          | 34                | 33                | 67                | 67    |
| 2008                 | 0          | 0          | 0          | 34                | 32                | 66                | 66    |
| Font: INE            |            |            |            |                   |                   |                   |       |

## Història
El 959 hi ha el primer document en què apareix el topònim en la forma de «Clerà». Es tracta de la venda d'un alou que realitza Borrell II, comte d'Urgell. En fer-ne relació dels límits, se cita l'esmentat topònim juntament amb altres que continuen vigents al poble.
El 1043 apareix la primera referència documental al Castell de Clarà. Es tracta d'un document mitjançant el qual un tal Folc cedeix a Santa Maria de Solsona el seu alou in apendicio Sancti Andree apostoli infra terminos vel fines de castró Clerà. En aquella època la parròquia de Sant Andreu de Clarà va arribar a tenir una importància excepcional. En un document datat el 1200 s'hi citen els censos que cobrava la parròquia i hi consten un total de 26 propietats. Pel que fa als senyors d'aquest castell de Clarà les primeres referències documentals fan referència als següents:
- - Babot de Clerà (1131).
  - Ramon de Clerà (1137).
  - Ermessenda de Clerà (1199).[5]

El 1561 dos prohoms de Clarà (Francesc Valtolra, àlies Iglesies i Pere Gispert, àlies Comelles) signen amb Matheu de Chentier i Ramon Garriga, mestres pintors veïns de Barcelona el contracte per a la construcció del retaule de l'església.
El 1847 segons el Diccionario de Pasqual Madoz, en aquella època Clarà tenia Ajuntament, 15 cases i 50 habitants.